# 寺田駒蔵
寺田 駒蔵（てらだ こまぞう、1864年10月19日〈元治元年9月19日〉 - 1929年〈昭和4年〉8月2日）は、日本の銀行家、政治家。大阪府中河内郡布忍村長。更池銀行専務取締役。族籍は大阪府平民。

## 経歴
河内国丹北郡向井村（のち大阪府中河内郡布忍村大字向井、現・松原市北新町）出身。寺田定太郎の長男。戸長、初代村長、郡会議員、村会議員、学務委員、常設委員等を歴任する。

## 人物
住所は大阪府中河内郡布忍村大字向井（現・松原市北新町）。

## 家族
寺田家
- 父・定太郎[1]
- 妻[1]
- 長男・畊三[1]（1900年 - ?、村会議員、学務委員、銀行員）[3]
- 娘[1]